# Élections cantonales françaises de 2001
Des élections cantonales se sont déroulées en France les 11 et 18 mars 2001. Organisées conjointement avec les élections municipales, elles visent le renouvellement de la moitié des sièges de conseillers généraux (série 2) dans chaque département (sauf à Paris, où l'ensemble du Conseil de Paris est renouvelé).
En dépit d'un contexte national peu porteur après 4 ans de cohabitation qui se concrétise par la perte de plusieurs grandes villes lors de élections municipales, la gauche résiste nettement mieux aux élections cantonales. Elle apparaît même comme vainqueur en conquérant la présidence de cinq conseils généraux, alors qu'elle n'en perd qu'une, celle du conseil général de l'Allier, alors détenue par le communiste Jean-Claude Mairal.

## Résultats

### Résultats nationaux par nuances
| Parti politique ou coalition | Parti politique ou coalition        | Premier tour | Premier tour | Premier tour | Second tour | Second tour | Second tour | Sièges | Sièges |
| Parti politique ou coalition | Parti politique ou coalition        | Voix         | %            | Sièges       | Voix        | %           | Sièges      | Nb.    | +/-    |
| ---------------------------- | ----------------------------------- | ------------ | ------------ | ------------ | ----------- | ----------- | ----------- | ------ | ------ |
|                              | Parti socialiste                    | 2 706 319    | 22,16        | 164          | 2 306 925   | 30,60       | 330         | 494    | -4     |
|                              | Parti communiste français           | 1 196 341    | 9,80         | 28           | 536 901     | 7,12        | 98          | 126    | -13    |
|                              | Divers gauche                       | 741 203      | 6,07         | 14           | 482 692     | 6,40        | 26          | 40     | +59    |
|                              | Les Verts                           | 723 310      | 5,92         | 0            | 146 057     | 1,94        | 12          | 12     | +9     |
|                              | Parti radical de gauche             | 150 695      | 1,23         | 14           | 100 143     | 1,33        | 26          | 40     | +5     |
|                              | Mouvement des citoyens              | 82 345       | 0,67         | 0            | 42 397      | 0,56        | 8           | 8      | +3     |
|                              | Gauche plurielle                    | 5 600 213    | 45,85        | 220          | 3 615 115   | 47,95       | 500         | 720    | +59    |
|                              |                                     |              |              |              |             |             |             |        |        |
|                              | Divers droite                       | 1 953 003    | 15,99        | 163          | 1 328 604   | 17,62       | 292         | 455    | +110   |
|                              | RPR                                 | 1 520 072    | 12,45        | 135          | 1 254 619   | 16,64       | 203         | 338    | -30    |
|                              | UDF                                 | 1 122 055    | 9,19         | 96           | 850 821     | 11,28       | 135         | 231    | -163   |
|                              | Démocratie libérale                 | 363 922      | 2,98         | 40           | 275 537     | 3,65        | 50          | 90     | +90    |
|                              | Rassemblement pour la France        | 151 489      | 1,24         | 4            | 93 798      | 1,24        | 14          | 18     | +14    |
|                              | Chasse, pêche, nature et traditions | 44 680       | 0,37         | 1            | 25 608      | 0,34        | 4           | 5      | +5     |
|                              | Droite parlementaire                | 5 155 221    | 42,22        | 439          | 3 828 987   | 50,77       | 698         | 1137   | +13    |
|                              |                                     |              |              |              |             |             |             |        |        |
|                              | Front national                      | 847 383      | 6,94         | 0            | 46 149      | 0,61        | 0           | 0      | -3     |
|                              | Mouvement national républicain      | 361 565      | 2,95         | 0            | 10 163      | 0,13        | 0           | 0      | 0      |
|                              | Extrême droite                      | 1 208 948    | 9,90         | 0            | 56 312      | 0,74        | 0           | 0      | -3     |
|                              |                                     |              |              |              |             |             |             |        |        |
|                              | Extrême gauche                      | 79 605       | 0,65         | 1            | 5 302       | 0,07        | 1           | 2      | -13    |
|                              | Écologistes                         | 66 346       | 0,54         | 2            | 8 687       | 0,10        | 1           | 3      | +1     |
|                              | Régionalistes                       | 54 321       | 0,44         | 0            | 8 688       | 0,12        | 3           | 3      | +3     |
|                              | Divers et sans étiquette            | 46 377       | 0,38         | 0            | 19 665      | 0,26        | 4           | 4      | -2     |
|                              |                                     |              |              |              |             |             |             |        |        |
| Inscrits                     | Inscrits                            | 19 586 716   | 100,00       |              | 14 251 628  | 100,00      |             |        |        |
| Abstentions                  | Abstentions                         | 6 761 060    | 34,52        | 6 234 939    | 43,75       |             |             |        |        |
| Votants                      | Votants                             | 12 825 656   | 65,48        | 8 016 689    | 56,25       |             |             |        |        |
| Blancs et nuls               | Blancs et nuls                      | 614 499      | 4,79         | 476 907      | 5,95        |             |             |        |        |
| Exprimés                     | Exprimés                            | 12 211 157   | 95,21        | 7 539 782    | 94,05       |             |             |        |        |

### Présidences des conseil généraux
- En raison de la création de l'Union pour un mouvement populaire en 2002, des présidents de conseils généraux ont achevé sous cette étiquette leur mandat en 2004 alors qu'ils avaient été élus sous étiquette UDF, PR, RPR ou DL en 2001.
- Les noms des présidents nouvellement élus en 2001 sont suivis d'une astérisque.

#### Rapport de force
| Parti        | Parti                              | Parti                            | Sortantes | Élues |
| ------------ | ---------------------------------- | -------------------------------- | --------- | ----- |
|              |                                    | Parti socialiste                 | NC        | 29    |
|              | Parti radical de gauche            | 4                                | NC        |       |
|              | Divers gauche                      | 4                                | NC        |       |
|              | Parti communiste français          | 2                                | NC        |       |
|              | Mouvement des citoyens             | 1                                | NC        |       |
| Total Gauche | Total Gauche                       | 36                               | 40        |       |
|              |                                    | Rassemblement pour la République | NC        | 19    |
|              | Union pour la démocratie française | 18                               | NC        |       |
|              | Démocratie libérale                | 10                               | NC        |       |
|              | Divers droite                      | 10                               | NC        |       |
|              | Mouvement pour la France           | 1                                | NC        |       |
|              | Rassemblement pour la France       | 1                                | NC        |       |
| Total Droite | Total Droite                       | 63                               | 59        |       |

#### Liste détaillée
|                        | Département              | Président                      | Parti | Parti     |
| ---------------------- | ------------------------ | ------------------------------ | ----- | --------- |
| 01                     | Ain                      | Jean Pépin                     |       | DL        |
| 02                     | Aisne                    | Yves Daudigny*                 |       | PS        |
| 03                     | Allier                   | Gérard Dériot*                 |       | DVD       |
| 04                     | Alpes-de-Haute-Provence  | Jean-Louis Bianco              |       | PS        |
| 05                     | Hautes-Alpes             | Alain Bayrou                   |       | DL        |
| 06                     | Alpes-Maritimes          | Charles Ginésy                 |       | RPR       |
| 07                     | Ardèche                  | Michel Teston                  |       | PS        |
| 08                     | Ardennes                 | Roger Aubry                    |       | DVD       |
| 09                     | Ariège                   | Augustin Bonrepaux*            |       | PS        |
| 10                     | Aube                     | Philippe Adnot                 |       | DVD       |
| 11                     | Aude                     | Marcel Rainaud                 |       | PS        |
| 12                     | Aveyron                  | Jean Puech                     |       | DL        |
| 13                     | Bouches-du-Rhône         | Jean-Noël Guérini              |       | PS        |
| 14                     | Calvados                 | Anne d'Ornano                  |       | DVD       |
| 15                     | Cantal                   | Vincent Descoeur*              |       | RPR       |
| 16                     | Charente                 | Jacques Bobe                   |       | UDF       |
| 17                     | Charente-Maritime        | Claude Belot                   |       | UDF       |
| 18                     | Cher                     | Rémy Pointereau*               |       | RPR       |
| 19                     | Corrèze                  | Jean-Pierre Dupont             |       | RPR       |
| 2A                     | Corse-du-Sud             | Noël Sarrola*                  |       | DVG       |
| 2B                     | Haute-Corse              | Paul Giacobbi                  |       | PRG       |
| 21                     | Côte-d'Or                | Louis de Froissard de Broissia |       | RPR       |
| 22                     | Côtes-d'Armor            | Claudy Lebreton                |       | PS        |
| 23                     | Creuse                   | Jean-Jacques Lozach*           |       | PS        |
| 24                     | Dordogne                 | Bernard Cazeau                 |       | PS        |
| 25                     | Doubs                    | Claude Girard                  |       | RPR       |
| 26                     | Drôme                    | Charles Monge*                 |       | DVD       |
| 27                     | Eure                     | Jean-Louis Destans*            |       | PS        |
| 28                     | Eure-et-Loir             | Martial Taugourdeau            |       | RPR       |
| 29                     | Finistère                | Pierre Maille                  |       | PS        |
| 30                     | Gard                     | Damien Alary*                  |       | PS        |
| 31                     | Haute-Garonne            | Pierre Izard                   |       | PS        |
| 32                     | Gers                     | Philippe Martin                |       | PS        |
| 33                     | Gironde                  | Philippe Madrelle              |       | PS        |
| 34                     | Hérault                  | André Vezinhet                 |       | PS        |
| 35                     | Ille-et-Vilaine          | Marie-Joseph Bissonnier*       |       | DVD       |
| 36                     | Indre                    | Louis Pinton                   |       | UDF       |
| 37                     | Indre-et-Loire           | Marc Pommereau*                |       | DVD       |
| 38                     | Isère                    | André Vallini*                 |       | PS        |
| 39                     | Jura                     | Gérard Bailly                  |       | RPR       |
| 40                     | Landes                   | Henri Emmanuelli               |       | PS        |
| 41                     | Loir-et-Cher             | Michel Dupiot                  |       | DVD       |
| 42                     | Loire                    | Pascal Clément                 |       | DL        |
| 43                     | Haute-Loire              | Jacques Barrot                 |       | UDF       |
| 44                     | Loire-Atlantique         | André Trillard*                |       | RPR       |
| 45                     | Loiret                   | Éric Doligé                    |       | RPR       |
| 46                     | Lot                      | Jean Milhau                    |       | PRG       |
| 47                     | Lot-et-Garonne           | Jean François-Poncet           |       | UDF-Rad   |
| 48                     | Lozère                   | Jean-Paul Pottier              |       | DL        |
| 49                     | Maine-et-Loire           | André Lardeux                  |       | RPR       |
| 50                     | Manche                   | Jean-François Le Grand         |       | RPR       |
| 51                     | Marne                    | Albert Vecten                  |       | UDF       |
| 52                     | Haute-Marne              | Bruno Sido                     |       | RPR       |
| 53                     | Mayenne                  | Jean Arthuis                   |       | UDF       |
| 54                     | Meurthe-et-Moselle       | Michel Dinet                   |       | PS        |
| 55                     | Meuse                    | Bertrand Pancher*              |       | UDF       |
| 56                     | Morbihan                 | Jean-Charles Cavaillé          |       | RPR       |
| 57                     | Moselle                  | Philippe Leroy                 |       | RPR       |
| 58                     | Nièvre                   | Marcel Charmant*               |       | PS        |
| 59                     | Nord                     | Bernard Derosier               |       | PS        |
| 60                     | Oise                     | Jean-François Mancel           |       | DVD       |
| 61                     | Orne                     | Gérard Burel                   |       | RPR       |
| 62                     | Pas-de-Calais            | Roland Huguet                  |       | PS        |
| 63                     | Puy-de-Dôme              | Pierre-Joël Bonte              |       | PS        |
| 64                     | Pyrénées-Atlantiques     | Jean-Jacques Lasserre*         |       | UDF       |
| 65                     | Hautes-Pyrénées          | François Fortassin             |       | PRG       |
| 66                     | Pyrénées-Orientales      | Christian Bourquin             |       | PS        |
| 67                     | Bas-Rhin                 | Philippe Richert               |       | UDF       |
| 68                     | Haut-Rhin                | Constant Georg                 |       | DVD       |
| 69                     | Rhône                    | Michel Mercier                 |       | UDF       |
| 70                     | Haute-Saône              | Yves Krattinger*               |       | PS        |
| 71                     | Saône-et-Loire           | René Beaumont                  |       | DL        |
| 72                     | Sarthe                   | Roland du Luart                |       | UDF       |
| 73                     | Savoie                   | Hervé Gaymard                  |       | RPR       |
| 74                     | Haute-Savoie             | Ernest Nycollin                |       | UDF       |
| 75                     | Paris                    | Bertrand Delanoë*              |       | PS        |
| 76                     | Seine-Maritime           | Charles Revet                  |       | DL        |
| 77                     | Seine-et-Marne           | Jacques Larché                 |       | DL        |
| 78                     | Yvelines                 | Franck Borotra                 |       | RPR       |
| 79                     | Deux-Sèvres              | Jean-Marie Morisset            |       | UDF       |
| 80                     | Somme                    | Alain Gest                     |       | UDF       |
| 81                     | Tarn                     | Thierry Carcenac               |       | PS        |
| 82                     | Tarn-et-Garonne          | Jean-Michel Baylet             |       | PRG       |
| 83                     | Var                      | Hubert Falco                   |       | DL        |
| 84                     | Vaucluse                 | Claude Haut*                   |       | PS        |
| 85                     | Vendée                   | Philippe de Villiers           |       | MPF       |
| 86                     | Vienne                   | René Monory                    |       | UDF       |
| 87                     | Haute-Vienne             | Jean-Claude Peyronnet          |       | PS        |
| 88                     | Vosges                   | Christian Poncelet             |       | RPR       |
| 89                     | Yonne                    | Henri de Raincourt             |       | DL        |
| 90                     | Territoire de Belfort    | Christian Proust               |       | MDC       |
| 91                     | Essonne                  | Michel Berson                  |       | PS        |
| 92                     | Hauts-de-Seine           | Charles Pasqua                 |       | RPF       |
| 93                     | Seine-Saint-Denis        | Robert Clément                 |       | PCF       |
| 94                     | Val-de-Marne             | Christian Favier*              |       | PCF       |
| 95                     | Val-d'Oise               | François Scellier              |       | UDF-Rad   |
| 971                    | Guadeloupe               | Jacques Gillot*                |       | GUSR      |
| 972                    | Martinique               | Claude Lise                    |       | PPM       |
| 973                    | Guyane                   | Joseph Ho-Ten-You              |       | PSG       |
| 974                    | Réunion                  | Jean-Luc Poudroux              |       | UDF       |
| Élections dans les COM |                          |                                |       |           |
| 975                    | Saint-Pierre-et-Miquelon | Marc Plantegenest              |       | AD (DVD)  |
| 976                    | Mayotte                  | Younoussa Bamana               |       | MPM (UDF) |

### Faits notables

#### Bascules
- Départements qui basculent à droite[12] : Allier (DVD)
- Départements qui basculent à gauche[12] : Corse-du-Sud (DVG), Creuse, Eure, Isère, Vaucluse (PS)[note 4]